# Nottingham John Player 1976
Il Nottingham John Player 1976 è stato un torneo di tennis giocato sull'erba. È stata la 9ª edizione del Nottingham John Player che fa parte del Commercial Union Assurance Grand Prix 1976. Si è giocato a Nottingham in Gran Bretagna dal 15 al 21 giugno 1976.

## Campioni

### Singolare
Jimmy Connors e  Ilie Năstase hanno condiviso il titolo

### Doppio
Torneo non completato